# Valle de Oro
Valle de Oro (en gallego y oficialmente O Valadouro) es un municipio español situado en la provincia de Lugo, en la comunidad autónoma de Galicia. Pertenece a la comarca de La Mariña Central. En 2011 contaba con 2180 habitantes, según el INE.
Su capital es la localidad de Ferreira.

## Historia y patrimonio
Los restos humanos más antiguos pertenecen al paleolítico.
El yacimiento de Chao da Cruz se encuentra en la llanura del Cabalar-A Veiga Rubia, al pie del coto de Cuadramón. En él se encontraron unos dos mil utensilios de soporte tipo lasca de cuarzo, cuarcita y cristal de roca, así como núcleos sobre cuanto y prisma y abundantes restos de talla, de reducidas dimensiones y apenas retocados.
El yacimiento de As Penas do Carballido se encuentra en el campo de O Carballido, cerca de Ferrocente. En él se encontraron 52 útiles sobre lasca de cuarzo, cristal de roca, sílex y cuarcita.

## Naturaleza
En el Valle de Oro se pueden visitar el Pozo da Onza, una cascada de unos 15 metros de altura, de una gran belleza, que está cerca del nacimiento del río Ouro. Esta cascada esta en el corazón de la Serra do Xistral, una sierra del Macizo Galaico, con montañas redondeadas y de poca altura.
También podemos subir al monte de Cuadramón, con preciosas vistas de toda A Mariña, y que además es la montaña más alta de esta región. En la carretera que sube hay que tener cuidado porque hay caballos salvajes andando por el asfalto.

## Geografía humana

### Organización territorial
El municipio está formado por doscientas cinco entidades de población distribuidas en diez parroquias:
- Alaje[7]
- Budián (Santa Eulalia)
- Cuadramón[7]
- Ferreira (Santa María)
- Frejulfe (Lugo)[7]
- Moucide (San Estebo)[6][10]
- Recaré (San Julián)[7]
- Santo Tomé de Recaré[7]
- Valle de Oro[7] (Santa Cruz)[6][2]
- Villacampa[7]

### Demografía
Cuenta con una población de 1906 habitantes (INE 2024).
| Gráfica de evolución demográfica de Valle de Oro entre 1842 y 2021 |
| |
| Población de derecho según los censos de población del INE Población de hecho según los censos de población del INEEn este censo se denominaba Terra Chá de Valadouro: 1842 En estos censos se denominaba Valadouro: 1857, 1860, 1877, 1887, 1897, 1900, 1910, 1920, 1930, 1940, 1950, 1960, 1970 y 1981 |